# Ordem de Nemanjići
A Ordem de Nemanjići (em sérvio: Орден Немањића) é uma Ordem da República Sérvia. Foi estabelecida em 1993 pela Constituição da República Srpska e pela 'Lei sobre ordens e prêmios' válida desde 28 de abril de 1993.
A honraria é concedida por feitos militares proeminentes e pela organização da liderança e defesa do povo e estado sérvio.
Recebeu o nome em homenagem à dinastia Nemanjić .